# Mario Lemieux
Mario Lemieux OC CQ (ur. 5 października 1965 w Montrealu) – kanadyjski hokeista zawodowy. Dwukrotnie zdobywał Puchar Stanleya z drużyną Pittsburgh Penguins (1991, 1992), jest jednym z czterech zawodników, którzy wygrywali klasyfikacje najlepszych strzelców pięć lub więcej razy, drugi na liście średnio zdobytych punktów na mecz (1.88). Lider wszech czasów drużyny z Pittsburgha w trzech najważniejszych kategoriach (bramki, podania, punkty), wybrany z numerem pierwszym w drafcie 1984 roku, członek Hockey Hall of Fame od 1997 roku.
Przez wielu uważany za najwybitniejszego gracza w całej historii hokeja.
Numer 66 (odwrócone 99), z jakim występował w NHL, był zabiegiem marketingowym jego agenta, którego klientem był również Wayne Gretzky, noszący właśnie dwie dziewiątki.
W 1993 roku zdiagnozowano u niego chorobę Hodgkina, którą udało mu się pokonać. W tym samym roku założył fundację swojego imienia, mającą na celu pomoc w badaniach i leczeniu chorób nowotworowych.

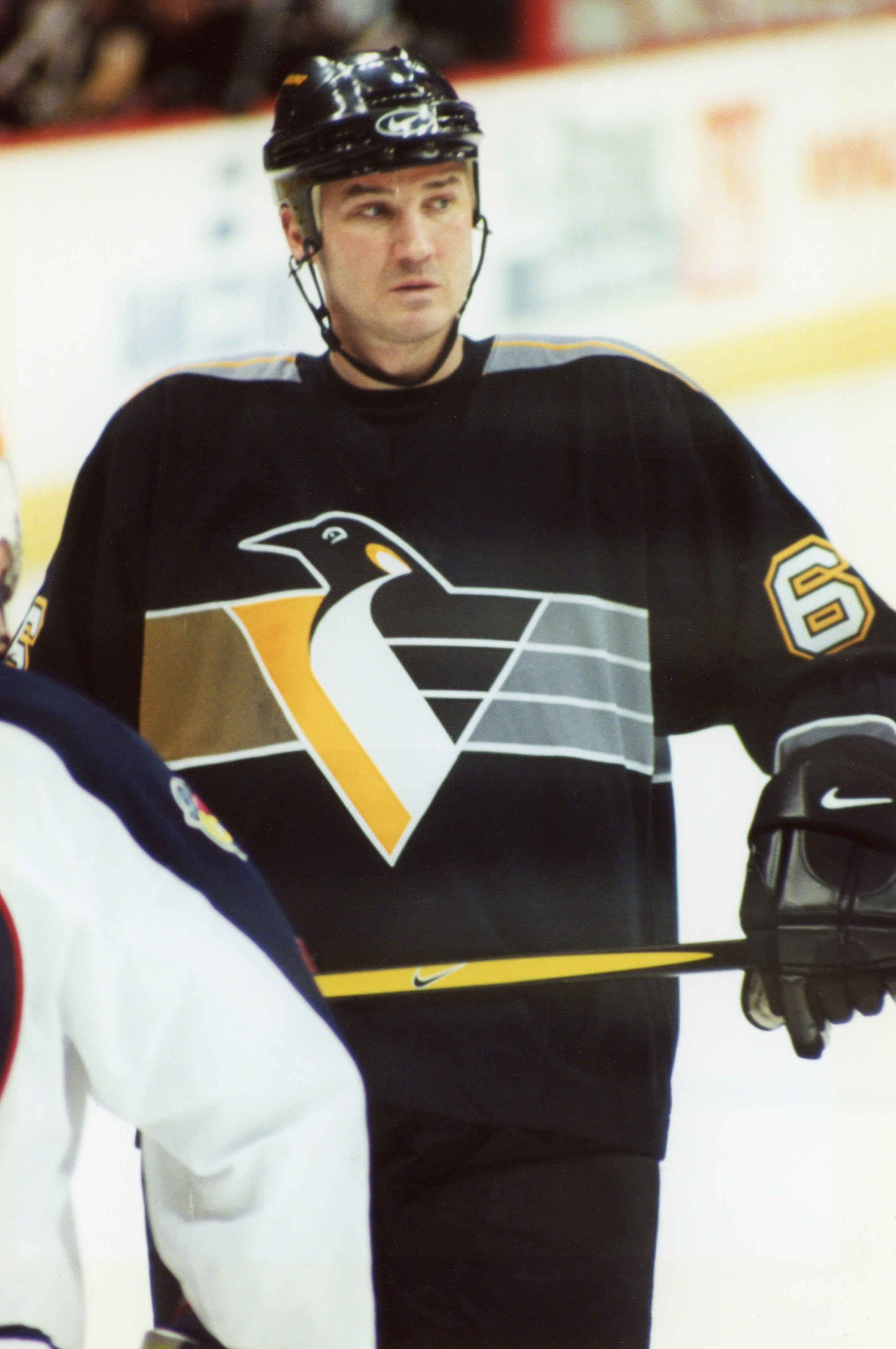
Lemieux w barwach Pittsburgh Penguins

W 1999 roku został współwłaścicielem i członkiem zarządu podupadających finansowo Pittsburgh Penguins, by rok później powrócić do czynnego uprawiania hokeja. Karierę zakończył definitywnie w połowie sezonu 2005/06 z powodu kłopotów zdrowotnych oraz wieku (40 lat), który - jak twierdził - nie pozwalał mu już na konkurowanie z młodszymi i znacznie szybszymi zawodnikami. W 2009 zdobył z Pingwinami mistrzostwo NHL, co uczyniło go pierwszym właścicielem w historii ligi, który dokonał tego także jako zawodnik.
Ma żonę Nathalie oraz czwórkę dzieci: Lauren, Stephanie, Austin i Alexa.
Jego brat, Alain Lemieux, także był zawodnikiem NHL, który w sezonach 1981/82-1986/87 występował w St. Louis Blues, Quebec Nordiques i Pittsburgh Penguins (119 meczów, 28 goli, 44 asysty).

## Kariera juniorska
W sezonie 1980/81 15-letni Lemieux występował w LDHMAAAQ (rozgrywki do lat 17) w drużynie Montréal-Concordia. W 50 meczach zanotował 131 punktów (64 gole, 5 hat-tricków). W spotkaniu przeciwko Éclaireurs du Richelieu (28 lutego 1981) uzyskał 8 punktów, w tym 6 bramek. Montréal-Concordia zajęli 6. miejsce w tabeli rozgrywek i nie awansowali do finału ligi. W Turnieju Pocieszenia (Section Consolation) odpadli już w pierwszej rundzie, przegrywając trzy mecze z Gouverneurs de Ste-Foy, a Lemieux zdobył w nich 2 gole i zaliczył 5 asyst.
W 1981 roku dołączył - jako numer 1 w juniorskim drafcie - do drużyny Voisins de Laval w LHJMQ (rozgrywki do lat 20). W pierwszym sezonie wystąpił w 82 meczach, zdobywając 110 punktów, w tym 35 goli i 2 hat-tricki. Siedmiokrotnie notował co najmniej 4 punkty w meczu, a rekordowe 5 (3 gole i 2 asysty) uzyskał przeciwko Castors de Sherbrooke (2 grudnia 1981, wygrana 6-5 po dogrywce). Voisins, mimo zwycięstwa w grupie ćwierćfinałowej, nie sprostali w półfinale Castors de Sherbrooke (cztery porażki). Lemieux zgromadził 14 punktów (5 bramek) w 14 meczach ćwierćfinałowych, ale żadnego w półfinale.

## Statystyki

### Sezony zasadnicze
| Sezon     | Drużyna         | Liga                 | Liczba meczów | Gole | Asysty | Punkty | +/- | Oddane strzały | Skuteczność % |
| --------- | --------------- | -------------------- | ------------- | ---- | ------ | ------ | --- | -------------- | ------------- |
| 1979-1980 | Mtl. Hurricanes | QAHA                 |               |      |        |        |     |                |               |
| 1980-1981 | Mtl-Concordia   | QAAA                 | 47            | 62   | 62     | 124    |     |                |               |
| 1981-1982 | Laval Voisins   | QJMHL                | 64            | 30   | 66     | 96     |     |                |               |
| 1982-1983 | Laval Voisins   | QMJHL                | 66            | 84   | 100    | 184    |     |                |               |
| 1982-1983 | Kanada          | WJC-A                | 7             | 5    | 5      | 10     |     |                |               |
| 1983-1984 | Laval Voisins   | QMJHL                | 70            | 133  | 149    | 282    |     |                |               |
| 1983-1984 | Laval Voisins   | M-CUP                | 3             | 1    | 2      | 3      |     |                |               |
| 1984-1985 | Penguins        | NHL                  | 73            | 43   | 57     | 100    | -35 | 209            | 20,6%         |
| 1984-1985 | Laval Voisins   | WEC-A                | 9             | 4    | 6      | 10     |     |                |               |
| 1985-1986 | Penguins        | NHL                  | 79            | 48   | 93     | 141    | -6  | 276            | 17,4%         |
| 1986-1987 | Penguins        | NHL                  | 63            | 54   | 53     | 107    | 13  | 267            | 20,2%         |
| 1986-1987 | NHL All Stars   | RV-87                | 2             | 0    | 3      | 3      |     |                |               |
| 1987-1988 | Penguins        | NHL                  | 77            | 70   | 98     | 168    | 23  | 382            | 18,3%         |
| 1987-1988 | Kanada          | CAN-CUP              | 9             | 11   | 7      | 18     |     |                |               |
| 1988-1989 | Penguins        | NHL                  | 76            | 85   | 114    | 199    | 41  | 313            | 27,2%         |
| 1989-1990 | Penguins        | NHL                  | 59            | 45   | 78     | 123    | -18 | 226            | 19,9%         |
| 1990-1991 | Penguins        | NHL                  | 26            | 19   | 26     | 45     | 8   | 89             | 21,3%         |
| 1991-1992 | Penguins        | NHL                  | 64            | 44   | 87     | 131    | 27  | 249            | 17,7%         |
| 1992-1993 | Penguins        | NHL                  | 60            | 69   | 91     | 160    | 55  | 286            | 24,1%         |
| 1993-1994 | Penguins        | NHL                  | 22            | 17   | 20     | 37     | -2  | 92             | 18,5%         |
| 1995-1996 | Penguins        | NHL                  | 70            | 69   | 92     | 161    | 10  | 338            | 20,4%         |
| 1996-1997 | Penguins        | NHL                  | 76            | 50   | 72     | 122    | 27  | 327            | 15,3%         |
| 2000-2001 | Penguins        | NHL                  | 43            | 35   | 41     | 76     | 15  | 171            | 20,5%         |
| 2001-2002 | Penguins        | NHL                  | 24            | 6    | 25     | 31     | 0   | 75             | 8%            |
| 2001-2002 | Kanada          | Igrzyska olimpijskie | 5             | 2    | 4      | 6      |     |                |               |
| 2002-2003 | Penguins        | NHL                  | 67            | 28   | 63     | 91     | -25 | 235            | 11,9%         |
| 2003-2004 | Penguins        | NHL                  | 10            | 1    | 8      | 9      | -2  | 21             | 4,8%          |
| 2004-2005 | Kanada          | W-CUP                | 6             | 1    | 4      | 5      |     |                |               |
| 2005-2006 | Penguins        | NHL                  | 26            | 7    | 15     | 22     | -16 | 77             | 9,1%          |
| Razem     |                 | NHL                  | 915           | 690  | 1033   | 1723   | 115 | 3633           | 19,0%         |

### Faza play-off
| Sezon     | Drużyna       | Liga  | Liczba meczów | Gole | Asysty | Punkty | +/- | Oddane strzały | Skuteczność % |
| --------- | ------------- | ----- | ------------- | ---- | ------ | ------ | --- | -------------- | ------------- |
| 1980-1981 | Mtl-Concordia | QAAA  | 3             | 2    | 5      | 7      |     |                |               |
| 1981-1982 | Laval Voisins | QMJHL | 18            | 5    | 9      | 14     |     |                |               |
| 1982-1983 | Laval Voisins | QMJHL | 12            | 14   | 18     | 32     |     |                |               |
| 1983-1984 | Laval Voisins | QMJHL | 14            | 29   | 23     | 52     |     |                |               |
| 1988-1989 | Penguins      | NHL   | 11            | 12   | 7      | 19     | -1  | 41             | 29.3          |
| 1990-1991 | Penguins      | NHL   | 23            | 16   | 28     | 44     | 14  | 93             | 17.2          |
| 1991-1992 | Penguins      | NHL   | 15            | 16   | 18     | 34     | 6   | 69             | 23.2          |
| 1992-1993 | Penguins      | NHL   | 11            | 8    | 10     | 18     | 2   | 40             | 20.0          |
| 1993-1994 | Penguins      | NHL   | 6             | 4    | 3      | 7      | -4  | 23             | 17.4          |
| 1995-1996 | Penguins      | NHL   | 18            | 11   | 16     | 27     | 3   | 78             | 14.1          |
| 1996-1997 | Penguins      | NHL   | 5             | 3    | 3      | 6      | -4  | 19             | 15.8          |
| 2000-2001 | Penguins      | NHL   | 18            | 6    | 11     | 17     | 4   | 39             | 15.4          |
| Razem     |               | NHL   | 107           | 76   | 96     | 172    | 20  | 402            | 18.9          |

### Nagrody i wyróżnienia

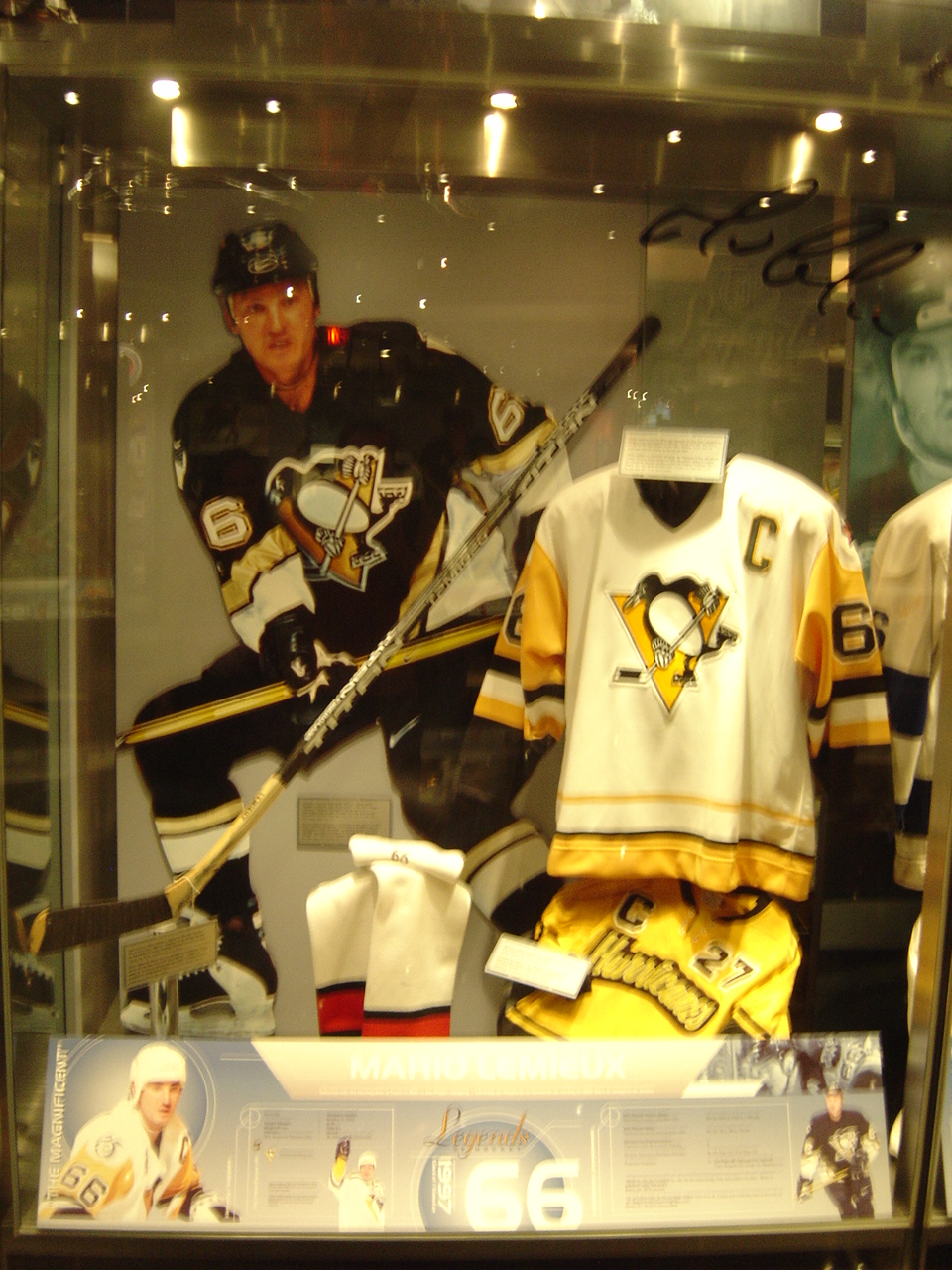
Gablota hokeisty w Galerii Sław Hokeja

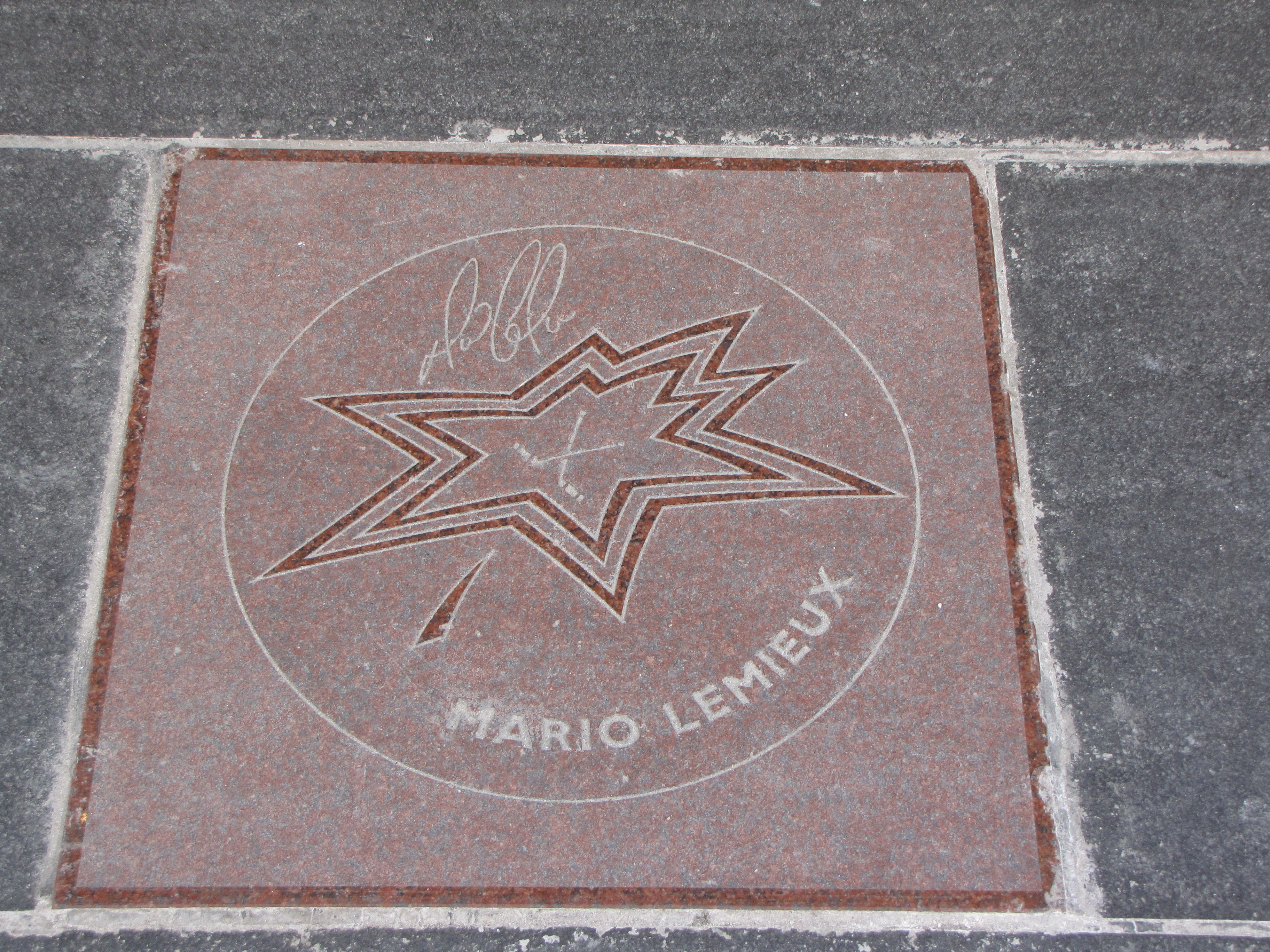
Gwiazda Mario Lemieux w Kanadyjskiej Alei Sław w Toronto

Zdobył nagrodę dla debiutanta roku, sześć razy Art Ross Trophies (najlepiej punktujący sezonu) i jego numer: 66, został zastrzeżony w Pittsburgh Penguins.
- 2002-03 Grał w NHL All-Star (kontuzja)
- 2001-02 Grał w NHL All-Star
- 2001-02 Złoty medal olimpijski (2002-Kanada)
- 2000-01 NHL – Druga drużyna All-Star
- 2000-01 Grał w NHL All-Star
- 1999-00 NHL – Lester Patrick Trophy (wkład w popularyzacje hokeja na lodzie w Stanach Zjednoczonych)
- 1996-97 Przyjęty do Hali Sław (Hall of Fame)
- 1996-97 NHL – Art Ross Trophy (Lider punktacji kanadyjskiej)
- 1996-97 NHL – Pierwsza drużyna All-Star
- 1996-97 Grał w NHL All-Star
- 1995-96 NHL – Lester B. Person Award (Gracz roku wybrany przez związek graczy NHLPA)
- 1995-96 NHL – Art Ross Trophy (Lider punktacji kanadyjskiej)
- 1995-96 NHL – Hart Trophy (Najlepszy zawodnik sezonu)
- 1995-96 NHL – Pierwsza drużyna All-Star
- 1995-96 Grał w NHL All-Star
- 1992-93 NHL – Hart Trophy (Najlepszy zawodnik sezonu)
- 1992-93 NHL – Art Ross Trophy (Lider punktacji kanadyjskiej)
- 1992-93 NHL – Bill Masterton Trophy (Największa wytrwałość, uczciwa gra i poświęcenie)
- 1992-93 NHL – Alka-Seltzer Plus (Zwycięzca klasyfikacji +/-)
- 1992-93 NHL – Lester B. Person Award (Gracz roku wybrany przez związek graczy NHLPA)
- 1992-93 NHL – Pierwsza drużyna All-Star
- 1991-92 Puchar Stanleya (Pittsburgh)
- 1991-92 NHL – Art Ross Trophy (Lider punktacji kanadyjskiej)
- 1991-92 NHL – Druga drużyna All-Star
- 1991-92 NHL/ProSet – Zawodnik roku
- 1991-92 NHL – Conn Smythe Trophy (Najlepszy zawodnik playoff)
- 1991-92 Grał w NHL All-Star
- 1990-91 Puchar Stanleya (Pittsburgh)
- 1990-91 NHL – Conn Smythe Trophy (Najlepszy zawodnik playoff)
- 1990-91 Grał w NHL All-Star
- 1989-90 NHL – Najlepszy zawodnik meczu All-Star
- 1989-90 Grał w NHL All-Star
- 1988-89 NHL – Art Ross Trophy (Lider punktacji kanadyjskiej)
- 1988-89 NHL – Pierwsza drużyna All-Star
- 1988-89 NHL – Nagroda Dodge Ram Tough
- 1988-89 Grał w NHL All-Star
- 1987-88 NHL – Hart Trophy (Najlepszy zawodnik sezonu)
- 1987-88 NHL – Art Ross Trophy (Lider punktacji kanadyjskiej)
- 1987-88 NHL – Lester B. Person Award (Gracz roku wybrany przez związek graczy NHLPA)
- 1987-88 NHL – Pierwsza drużyna All-Star
- 1987-88 NHL – Najlepszy zawodnik meczu All-Star
- 1987-88 Grał w NHL All-Star
- 1986-87 NHL – Druga drużyna All-Star
- 1985-86 NHL – Lester B. Person Award (Gracz roku wybrany przez związek graczy NHLPA)
- 1985-86 NHL – Druga drużyna All-Star
- 1985-86 Grał w NHL All-Star
- 1984-85 NHL – Calder Memorial Trophy (Debiutant roku)
- 1984-85 NHL – Wybrany do drużyny All-Rookie
- 1984-85 NHL – Najlepszy zawodnik meczu All-Star
- 1984-85 Grał w NHL All-Star
- 1983-84 CHL – Zawodnik roku (Canadian Major Junior)
- 1983-84 QMJHL – Pierwsza drużyna All-Star
- 1983-84 QMJHL – Mike Bossy Trophy
- 1983-84 QMJHL – Trophée Guy Lafleur
- 1983-84 QMJHL – Trophée Jean Béliveau
- 1982-83 QMJHL – Druga drużyna All-Star

## Odznaczenia
- Officer Orderu Kanady – nadanie 2009, wręczenie (inwestytura) 2010[8]
- Chevalier Orderu Quebecu – 2009[5]
- Medal Złotego Jubileuszu Królowej Elżbiety II (odmiana kanadyjska) – 2002[9]
- Medal Diamentowego Jubileuszu Królowej Elżbiety II (odmiana kanadyjska) – 2012[10]